# Luca Cunti
Luca Cunti (* 4. Juli 1989 in Zürich) ist ein Schweizer Eishockeyspieler, der seit Juli 2025 erneut bei den GCK Lions aus der Swiss League unter Vertrag steht und dort auf der Position des Centers spielt. Zuvor war Cunti unter anderem für die SCL Tigers, ZSC Lions, EHC Kloten, HC Lugano und EHC Biel in der National League (A) aktiv. Mit den ZSC Lions gewann Cunti je zweimal die Schweizer Meisterschaft und den Schweizer Cup. Sein Onkel Pietro Cunti war ebenfalls professioneller Eishockeyspieler.

## Karriere
Luca Cunti galt früh als grosses Eishockeytalent. Er verbrachte seine Juniorenzeit im Nachwuchs der GCK Lions. Beim NHL Entry Draft 2007 wurde er in der dritten Runde von Tampa Bay Lightning aus der National Hockey League (NHL) an in der dritten Runde an der 75. Position ausgewählt. Im Sommer 2007 zog es den Stürmer nach Nordamerika, wo er sich den Chicago Steel aus der United States Hockey League (USHL) anschloss. Zur Spielzeit 2008/09 wechselte er zu den Océanic de Rimouski aus der Ligue de hockey junior majeur du Québec (LHJMQ). Diese hatten ihn beim CHL Import Draft des Jahres 2008 an insgesamt 17. Stelle gezogen. Seine weitere Karriere verlief jedoch zunächst durchzogen und er erlangte den Ruf als ewiges und schwierig zu führendes Talent.
Die Erstligisten EHC Dübendorf und SC Weinfelden waren seine ersten Stationen, später die NLB-Klubs HC Thurgau und wieder die GCK Lions. In der National League A (NLA) blieb er bei den SCL Tigers nur Durchschnitt. Erst in der Saison 2011/12 schaffte Cunti unter der Führung von Bob Hartley bei den ZSC Lions den Durchbruch und erreichte mit diesen als Aufsteiger des Jahres den Schweizer Meistertitel. Ab der Saison 2012/13 gehörte Cunti zu den Führungsspieler der Lions und gewann mit diesen 2014 einen weiteren Meistertitel sowie 2016 den Schweizer Pokalwettbewerb. In der Saison 2016/17, nach der sein Vertrag bei den Lions ausgelaufen war, wurde er unregelmäßig vom Trainer der Lions eingesetzt.
Anfang Dezember 2016 unterschrieb Cunti einen Vertrag beim HC Lugano, der ab Sommer 2017 galt. In der Folge versuchte der HC Lugano, Cunti bis zum Ende der Saison 2016/17 auszuleihen, letztlich entschied sich das Management der Lions jedoch für ein Leihgeschäft mit dem EHC Kloten. Zwischen 2017 und 2019 stand Cunti beim HC Lugano unter Vertrag und erreichte mit den Tessinern 2018 das Playoff-Finale. Den Grossteil der folgenden Spielzeit verpasste er aufgrund einer Verletzung. Im Dezember 2018 erhielt er einen Zweijahresvertrag beim EHC Biel, der ab der Saison 2019/20 gültig war und in der Folge bis zum Frühjahr 2025 mehrfach verlängert wurde. Im Juli 2025 kehrte Cunti zu seinem Ausbildungsverein GCK Lions in die Swiss League zurück.

### International
Im Frühling 2012 wurde Cunti erstmals in den Kader Schweizer A-Nationalmannschaft berufen. Die Vorbereitung auf die Weltmeisterschaft 2012 musste der Stürmer wegen einer Knieverletzung abbrechen und im November 2012 verhinderte eine Schulterverletzung einen Einsatz am Deutschland Cup. Das erste Spiel für die Schweiz absolvierte er am 14. Dezember 2012 anlässlich der Arosa Challenge in seinem Bürgerort Arosa. Tags darauf erzielte Cunti am selben Turnier die ersten Scorerpunkte in einem Länderspiel. Bei der Weltmeisterschaft 2013 in Stockholm und Helsinki war er erneut Teil der Nationalmannschaft und errang mit dieser die Silbermedaille. Des Weiteren stand der Angreifer auch bei den Olympischen Winterspielen 2014 im russischen Sotschi und der Weltmeisterschaft im selben Jahr im Kader der Eidgenossen.
Im Juniorenbereich hatte Cunti an der U18-Junioren-Weltmeisterschaft 2005 und der U18-Junioren-Weltmeisterschaft 2007 teilgenommen.

## Erfolge und Auszeichnungen
| - 2012 Schweizer Meister mit den ZSC Lions - 2012 Aufsteiger des Jahres der NLA - 2014 Schweizer Meister mit den ZSC Lions - 2014 NLA Media All-Star Team - 2014 NLA Media Swiss All-Star Team | - 2016 Schweizer Cupsieger mit den ZSC Lions - 2017 Schweizer Cupsieger mit dem EHC Kloten - 2018 Schweizer Vizemeister mit dem HC Lugano - 2023 Schweizer Vizemeister mit dem EHC Biel |

### International
- 2013 Silbermedaille bei der Weltmeisterschaft

## Karrierestatistik
Stand: Ende der Saison 2024/25

### International
Vertrat die Schweiz bei:
| - U18-Junioren-Weltmeisterschaft 2005 - U18-Junioren-Weltmeisterschaft 2007 - Weltmeisterschaft 2013 | - Olympischen Winterspielen 2014 - Weltmeisterschaft 2014 |

(Legende zur Spielerstatistik: Sp oder GP = absolvierte Spiele; T oder G = erzielte Tore; V oder A = erzielte Assists; Pkt oder Pts = erzielte Scorerpunkte; SM oder PIM = erhaltene Strafminuten; +/− = Plus/Minus-Bilanz; PP = erzielte Überzahltore; SH = erzielte Unterzahltore; GW = erzielte Siegtore; 1 Play-downs/Relegation; Kursiv: Statistik nicht vollständig)